# Apatin

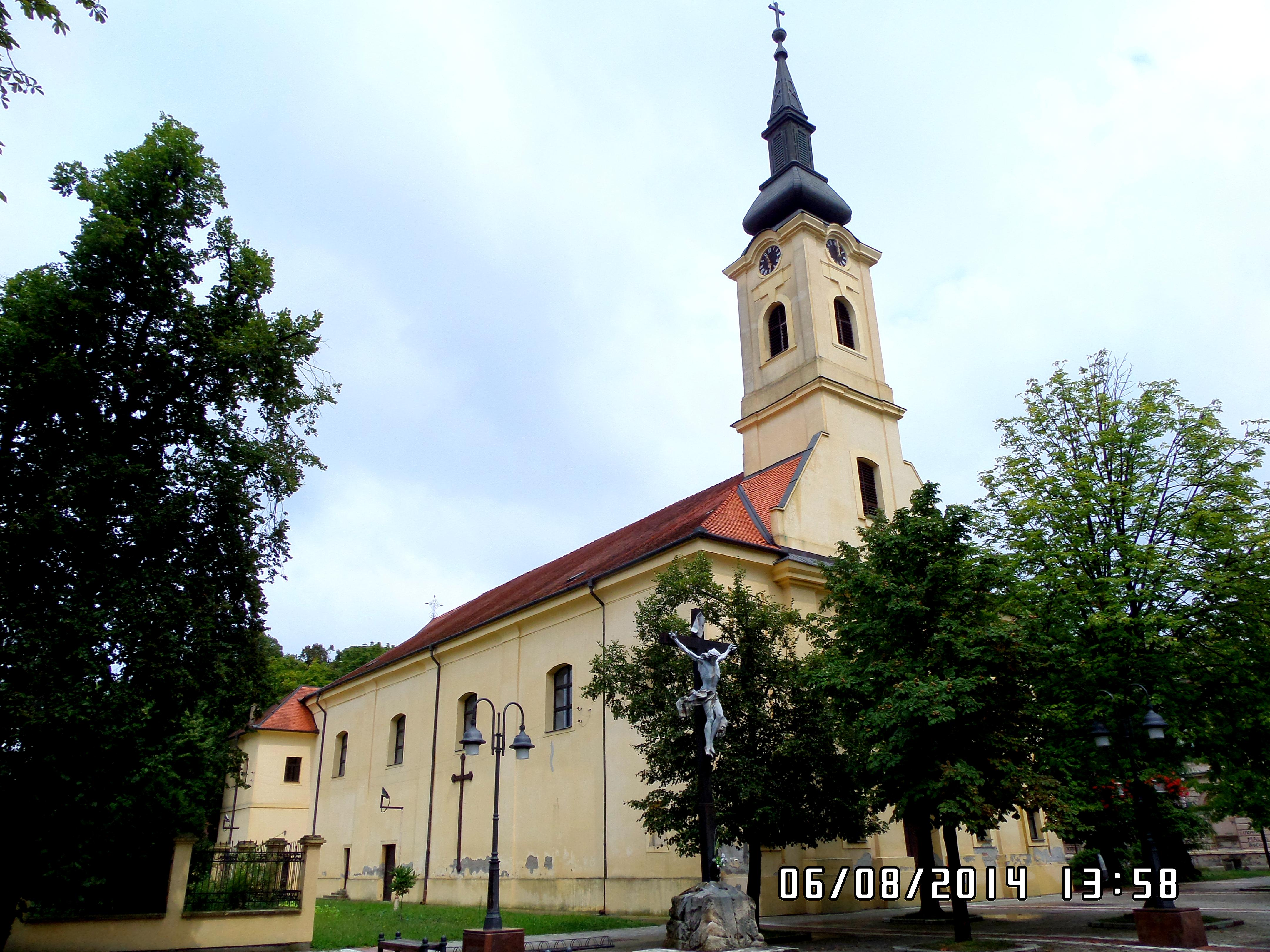
Kyrkan i Apatin

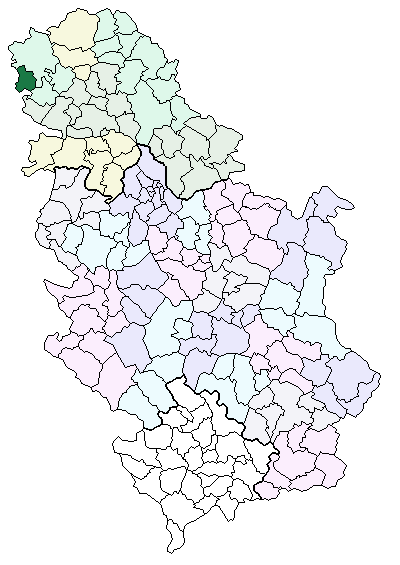
Apatin i Serbien

Apatin (kyrilliska: Апатин, ungerska: Apatin) är en stad i den norra serbiska provinsen Vojvodina, nära gränsen till Kroatien. Staden har 19 000 invånare (kommunen har 33 000). De flesta av invånarna är serber (61,6%), därefter ungrare (11,5%), kroater (11,5%) m.fl.
Det första dokumentet där Apatin nämns är från 1011 men folk har levt i regionen sedan urminnes tider. Romarna erövrade området under det första århundradet e.Kr. Dagens slaviska befolkning flyttade dit på 500-talet, medan den ungerska befolkningen flyttade dit på 900-talet.
Apatin är bl.a. känt för sitt bryggeri som invigdes 1756. I Apatin föddes den ungerske kompositören Paul Abraham (1892-1960).
Apatin är även en populär turistort för fiskare och jägare på grund av närheten till floden Donau och många skogar. From 1 juli varje år arrangeras en festival som brukar hålla på i sju dagar. Festivalen har hållits i över 40 år.

## Orter
Följande orter ligger i kommunen:
- Kupusina (Купусина)
- Prigrevica (Пригревица)
- Sonta (Сонта)
- Svilojevo (Свилојево)